# Witold Tulibacki
Witold Piotr Tulibacki (ur. 20 grudnia 1945 w Skwierzynie, zm. 13 stycznia 2006) – polski filozof, w latach 2000–2006 rektor Olsztyńskiej Szkoły Wyższej im. Józefa Rusieckiego.

## Życiorys
W 1969 ukończył studia na Wydziale Filozofii Uniwersytetu Warszawskiego. Od 1969 był związany z olsztyńskimi uczelniami. W 1981 na podstawie napisanej pod kierunkiem Stanisława Soldenhoffa rozprawy doktorskiej pt. „Poglądy etyczne Tadeusza Kotarbińskiego” otrzymał w Uniwersytecie Mikołaja Kopernika w Toruniu stopień naukowy doktora
Po utworzeniu Uniwersytetu Warmińsko-Mazurskiego objął stanowisko profesora w Instytucie Filozofii na Wydziale Humanistycznym uczelni. Po tragicznej śmierci Józefa Rusieckiego, 7 grudnia 2000 roku został wybrany rektorem Olsztyńskiej Szkoły Wyższej. Funkcję tę pełnił do śmierci.
Tytuł profesora uzyskał w 2001 roku. Specjalizował się w aksjologii i etyce. Wydał blisko trzysta publikacji. Opublikował także cztery tomiki wierszy, laureat wielu konkursów poetyckich, ratownik wodny, pasjonat pływania, nurkowania, a także turystyki kajakowej. Odznaka „Zasłużonym dla Warmii i Mazur” (1975); Złote Odznaczenie im. Janka Krasickiego (1975), Srebrny Krzyż Zasługi (1977), Złoty Krzyż Zasługi (1986), Krzyż Kawalerski Orderu Odrodzenia Polski (2001), Medal Komisji Edukacji Narodowej (2003)
Spoczywa na cmentarzu komunalnym w Olsztynie.